# Eustachy Jełowicki
Eustachy Jełowicki herbu Jełowicki (ur. 1805 w Hubniku, zm. 18 listopada 1869 w Basztańkowie, Ukraina) – Żołnierz Wojsk Polskich, uczestnik powstania listopadowego.
Był trzecim synem Wacława i Honoraty z Jaroszyńskich. Poślubił Marię z Kossowskich. Mieli pięcioro dzieci: Pelagię, Julię za Teodorem Korwin Szymanowskim, Edwarda, Aleksandra i Marię urodzonych w majątku Basztańkowie gdzie był właścicielem.

## Nauka
Pierwsze nauki Eustachy odbierał w domu, pod kierunkiem ks. Skiby, bazylianina. Od trzeciej klasy uczył się z braćmi: – Edwardem i Aleksandrem, a potem w gimnazjum w Winnicy. Śladami brata Aleksandra, w latach 1822–1826 studiował najpierw w Krakowie, a następnie w Królestwie na Uniwersytecie Warszawskim.

## Powstanie listopadowe
W historii powstania Straszewicza, wydanej po francusku, cały rozdział jest poświęcony Jełowickim, Wacławie i jego trzech synom. Eustachy jest w tym wyróżniony iż był nad zwyczaj dzielny i walczył u boku i w obronie swego ojca. Pozatem, unikał wszelkich dystynkcji: wolał być szeregowcem. Mimo tego, zwano go premier soldat - pierwszym żołnierzem. Dopiero kiedy opuścił ojca z jego rozkazu, aby dołączyć do swych braci, ojciec padł pod Majdanem. Po klęscę walki, pod dowództwem gen. Kołyszki, armia powstańcza przekroczyła granicę Galicji, gdzie została internowana przez Austriaków. Po wypuszczeniu, bracia Jełowiccy pojechali do Warszawy.
Po wędrówkach po Europie, Eustachy powrócił na rodzinny grunt, gdzie z żoną założył gospodarstwo w Basztańkowie.

## Po śmierci
Kiedy umierał Eustachy, dzieci jego jeszcze były niedorosłe, a z własnej bliskiej rodziny nie zostało ani jednego mężczyzny na miejscu. Jako opiekun ich prawny obrany został powinowaty Feliks Sobański z Podola.